# Nianpan (sockenhuvudort i Kina, Liaoning Sheng, lat 41,82, long 124,04)
Nianpan är en sockenhuvudort i Kina. Den ligger i provinsen Liaoning, i den nordöstra delen av landet, omkring 53 kilometer öster om provinshuvudstaden Shenyang. Antalet invånare är 9 864. Befolkningen består av 4 553 kvinnor och 5 311 män. Barn under 15 år utgör 10,0 %, vuxna 15-64 år 80 %, och äldre över 65 år 9,0 %.
Runt Nianpan är det ganska tätbefolkat, med 90 invånare per kvadratkilometer. Närmaste större samhälle är Fushun, 10,2 km väster om Nianpan. Trakten runt Nianpan består till största delen av jordbruksmark.
Genomsnittlig årsnederbörd är 1 120 millimeter. Den regnigaste månaden är juli, med i genomsnitt 254 mm nederbörd, och den torraste är januari, med 9 mm nederbörd.